# Política de Cap Verd
La Política de Cape Verde té lloc en el marc d'una república democràtica representativa semipresidencialista, en el que el Primer Ministre de Cap Verd és el cap de govern i la President de la República de Cap Verd és el cap d'estat, i hi ha un sistema multipartidista. El poder executiu és exercit pel president i pel govern. El poder legislatiu recau en el Govern i l'Assemblea Nacional. El poder judicial és independent de l'executiu i del legislatiu.
La constitució fou aprovada per primera vegada el 1980 i revisada substancialment el 1992, i constitueix la base de l'organització del govern. Es declara que el govern és l'"òrgan que defineix, dirigeix i executa la política interna i externa general del país" i és responsable davant l'Assemblea Nacional.

## Condicions polítiques
Després de la independència el 1975, el Partit Africà per la Independència de Guinea i Cap Verd (PAIGC) va establir un sistema polític de partit únic. Aquest es va convertir en el Partit Africà per la Independència de Cap Verd (PAICV) el 1980, quan Cap Verd es va distanciar de Guinea Bissau, arran dels disturbis en aquest país.
El 1991, arran de la creixent pressió per a una societat més plural, es van dur a terme eleccions pluripartidistes per primera vegada. El partit de l'oposició, el Moviment per a la Democràcia (MpD), va guanyar les eleccions legislatives, i va formar govern. El candidat MpD també va derrotar el candidat del PAICV en les eleccions presidencials. En les eleccions de 1996, el MpD va augmentar la seva majoria, però en el 2001, el PAICV va tornar al poder, guanyant el Congrés i en les eleccions presidencials.
En general, Cap Verd gaudeix d'un sistema democràtic estable. Les eleccions s'han considerat lliures i justes, hi ha una premsa lliure i l'estat de dret és respectat per l'Estat. En reconeixement d'això, Freedom House va concedir Cap Verd 1 de 2, a l'informe anual Llibertat al món, una puntuació perfecta.

## Poder executiu
| Càrrec          | Nom                     | Partit                       | Des de                |
| --------------- | ----------------------- | ---------------------------- | --------------------- |
| President       | Jorge Carlos Fonseca    | Moviment per a la Democràcia | 9 de setembre de 2011 |
| Primer Ministre | Ulisses Correia e Silva | Moviment per a la Democràcia | 22 d'abril de 2016    |

El primer ministre és el cap del govern i com a tal proposa el nomenament dels altres ministres i secretaris d'Estat. El primer ministre és nomenat per l'Assemblea Nacional i designat pel president. El President és el cap d'Estat i és escollit per vot popular per a un mandat de cinc anys; les eleccions més recents es van dur a terme el 2011.

## Poder Legislatiu
L'Assemblea Nacional (Assembleia Nacional) té 72 membres, elegits per un mandat de 5 anys mitjançant Escrutini proporcional plurinominal.

## Divisions administratives
Cap Verd és dividida en 22 municipis (concelhos, singular - concelho): Boa Vista, Brava, Maio, Mosteiros, Paul, Porto Novo, Praia, Ribeira Grande, Ribeira Grande de Santiago, Sal, Santa Catarina, Santa Catarina do Fogo, Santa Cruz, São Domingos, São Filipe, São Lourenço dos Órgãos, São Miguel, São Nicolau, São Salvador do Mundo, São Vicente, Tarrafal, Tarrafal de São Nicolau,

## Drets de vot dels no ciutadans
L'article 24 de la Constitució de Cap Verd estableix:
- alinea 3.: "Els drets no conferits als estrangers i apàtrides es poden atribuir als ciutadans dels països amb el portuguès com a llengua oficial, excepte l'accés a les funcions dels òrgans de sobirania, el servei a les forces armades o a la carrera diplomàtica."
- alinea 4. "La capacitat electoral activa i passiva pot ser atribuïda per la llei als estrangers i residents apàtrides en el territori nacional per a les eleccions dels membres dels òrgans dels municipis locals."

La pàgina web de l'Institut governamental de Comunitats de Cap Verd afirma que aquesta mesura es va adoptar "per estimular la reciprocitat per part dels països d'acollida dels migrants capverdians".
La Llei nr. 36/V/97 va ser promulgada el 25 d'agost de 1997 per regular l'"Estatut de Ciutadà Lusòfon", relativa als nacionals de qualsevol país membre de la Comunitat de Països de Llengua Portuguesa (article 2), indicant en el seu article 3 que "'Es reconeix al ciutadà de parla portuguesa amb domicili a Cap Verd la capacitat electoral activa i passiva per a les eleccions municipals, en les condicions de la llei. El ciutadà de parla portuguesa amb residència a Cap Verd té el dret d'exercir l'activitat política relacionada amb la seva capacitat electoral.'"

## Participació en organitzacions internacionals
ACCT, ACP, AfDB, AU, CCC, ECA, ECOWAS, FAO, G-77, IBRD, ICAO, ICRM, IDA, IFAD, IFC, IFRCS, ILO, IMF, Organització Marítima Internacional, Intelsat, Interpol, COI, IOM (observador), ITU, ITUC, NAM, OAU, OPCW, UN, UNCTAD, UNESCO, UNIDO, UPU, WHO, WIPO, WMO, WTrO (aplicant)